# Aprigliano
Aprigliano és un municipi italià, situat a la regió de Calàbria i a la província de Cosenza. L'any 2010 tenia 2.728 habitants. Es troba a 15 kilòmetres de Cosenza, en la carretera cap al llac Arvo. Limita amb els municipis de Cellara, Cosenza, Figline Vegliaturo, Parenti, Pedace, Piane Crati, Pietrafitta, Rogliano, San Giovanni in Fiore, Santo Stefano di Rogliano, Cotronei i Taverna.
Els tres pics més alts, que es troben al llarg de l'altiplà de Sila, són els de Cardoneto (1.684 m.), Melillo (1.600 m) i Paganella (1.526 m). Els rius més importants del municipi són el riu Crati, amb 81 kilòmetres de longitud i 2.440 kilòmetres quadrats de conca, la font Zumpe i els llacs Ampollino i Arvo.

## Administració
| Període | Identitat     | Partit        |
| ------- | ------------- | ------------- |
| 2009-   | Gabiele Perri | Llista Cívica |